# Altındağ (district)
Altındağ is een Turks district in de provincie Ankara en telde 389.510 inwoners op 31 december 2019. Het district heeft een oppervlakte van 174,5 km². 

## Bestuurlijke indeling
Het district Altındağ behoort tot de metropool Ankara (Turks: Ankara Büyükşehir Belediyesi) en vormt - samen met de districten Çankaya, Etimesgut, Keçiören, Mamak en Yenimahalle - de stad Ankara. De verstedelijkte gemeenschappen Pursaklar en Sincan zijn samen met deze kernstad gegroeid. De andere districten in de provincie Ankara behoren ook tot de stadsgemeente Ankara, maar vormen ruimtelijk gescheiden nederzettingen buiten de ringweg rond Ankara en hebben ondanks de bestuurlijke opgave deels het karakter van kleine stadscentra in landelijke districten behouden.

## Bevolking
De bevolking verdrievoudigde in slechts 15 jaar tijd (tussen 1965 en 1980). De reden hiervoor was de toenemende urbanisatie van Turkije en de daarmee samenhangende leegloop van het platteland. Sinds 1980 is de bevolking echter met een derde afgenomen en schommelt momenteel rond de 400.000 personen.
| Bevolking | 229.228 | 348.254 | 526.072 | 624.313 | 406.948 | 407.101 | 365.920 | 389.510 |

## Wijken
Het district Altındağ telt 26 wijken: 
| - Atıfbey - Aydıncık - Aydınlıkevler - Baraj - Başpınar - Battalgazi - Beşikkaya - Doğantepe - Feridun Çelik - Gicik - Gültepe - Güneşevler - Hacettepe | - Hacıbayram - Kale - Karacaören - Karakum - Karapürçek - Kavaklı - Önder - Peçenek - Solfasol - Tatlar - Ulubey - Yıldıztepe - Zübeyde Hanım |

## Burgemeesters
Sinds 2019 is  Asım Balcı van de AKP de burgemeester.  
| Jaar | Naam             | Partij |
| ---- | ---------------- | ------ |
| 1984 | Muzaffer Atılgan | ANAP   |
| 1989 | Ali Rıza Koç     | SHP    |
| 1994 | M. Ziya Kahraman | RP     |
| 1999 | M. Ziya Kahraman | FP     |
| 2004 | Veysel Tiryaki   | AKP    |
| 2009 | Veysel Tiryaki   | AKP    |
| 2014 | Veysel Tiryaki   | AKP    |
| 2019 | Asım Balcı       | AKP    |